# 光明寺 (伊勢市)
光明寺（こうみょうじ）は三重県伊勢市岩渕3丁目に位置する臨済宗東福寺派の仏教寺院である。山号は金鼓山（きんこざん）。南北朝時代の南朝方の武将結城宗広の終焉の地とされ、近世の伊勢神宮周辺では唯一鐘楼を許可された「光明寺の一つ鐘」で知られる。

## 歴史
寺伝では天平年間に聖武天皇の勅願により伊勢神宮外宮宮域の南方の前山の鼓ヶ岳（現伊勢市前山町）に創建されたという。ただしこのことは史料にはなく、もとは外宮宮域の北方の山田の世木（現在の伊勢市駅前付近の伊勢市吹上、勢田川左岸）の世木神社の近くにあったという。光明寺の古文書に外宮神職であった度会氏の世木広光が創建したと記されていることから、こちらが定説とされる。いずれにせよいつから世木にあったのか定かではないが、鎌倉時代の天福2年（1234年）に広光が一族に所領などを分割譲渡し、「先祖氏寺光明寺務執行」と嘉元3年（1305年）に記録されていることから、当寺が世木氏の氏寺で、周辺に農地などを有していたことがわかる。
鎌倉時代末期の元応元年（1319年）、禅僧の月波恵観（げっぱえかん）に再興されたと光明寺残篇（国の重要文化財）に記されている。恵観はもともと天台宗であったが、東福寺の禅師癡兀大恵に師事したことから当寺が臨済宗に改宗されたと考えられる。
恵観は結城宗広の息子であったといい、再興から間もなく迎えた南北朝時代には、玉丸城（のちの田丸城）が築城されるまで当寺が南朝方の伊勢国での重要な拠点の1つとなった。建武元年（1334年）には後醍醐天皇の綸旨で祈祷所とされ、建武3年（1336年）にはすでに高齢であった外宮神職の度会家行の助力もあり後醍醐天皇皇子の宗良親王とともに伊勢に赴いた北畠親房が当寺を訪れた。
延元3年（北朝方では暦応元年、1338年）、足利尊氏率いる北朝方が九州で勢力を回復したのちに反攻に出て南朝方が形勢不利となったとき、親房・宗広らは巻き返すために本拠地の奥州で勢力を回復しようとした。義良親王・宗良親王を奉じた一行は、伊勢の大湊で調進された52隻の船団で9月に大湊を出帆するものの暴風雨により遠州灘で遭難してしまう。四散した一行のうち、義良親王（後の後村上天皇）に同船して愛知県知多郡篠島に漂着した宗広は、伊勢湾を渡り、義良親王に伴って世木にあった当寺に滞在するが、高齢であったこともあり病に倒れ、同年11月21日（1339年1月1日）に70歳で没する。病死とするのが定説であるが、自決であったともいう。宗広の遺体は当寺境内の「結城宗廣卿墳墓」に葬られたとされる。

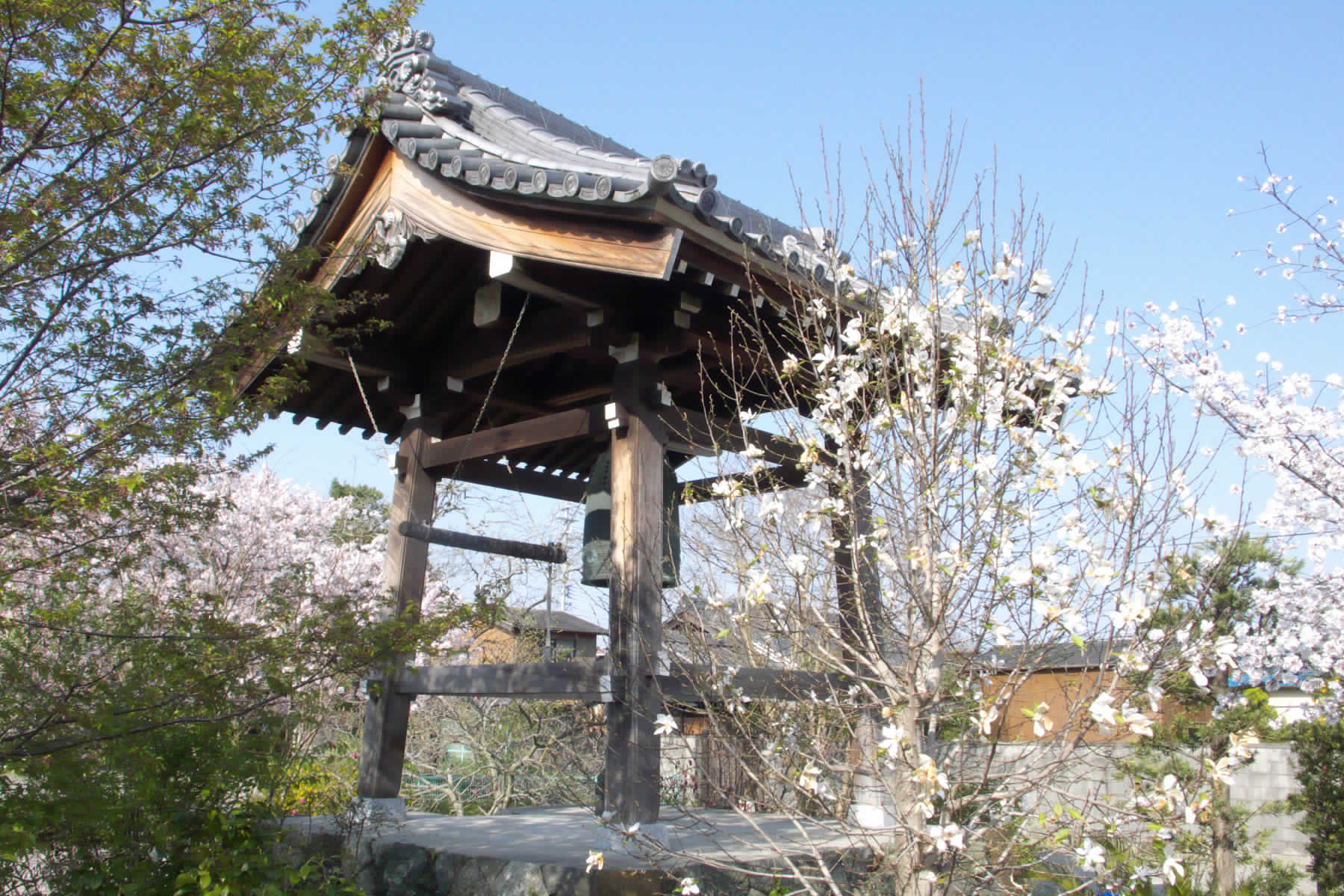
鐘楼

安土桃山時代の天正年間（1573-1591年）、伊勢神宮の要請により周辺で梵鐘を突くことが禁止された。これに抗議した当寺のみが豊臣秀吉から許可を得て近世の伊勢神宮周辺で唯一鐘楼を有したことから「光明寺の一つ鐘」と呼ばれるようになった。この鐘は鎌倉時代の建長年間（1249-1255年）に朝廷から贈られたものと伝えられるが、事実でないともいう。破損したため元和5年（1619年）に外宮権禰宜の出口延繁が寄進した。
寛文10年（1670年）に山田で起きた大火事（山田大火）では、当寺は被災した227か寺の1か寺となった。山田奉行が外宮宮域に近すぎるとして移転を命じ、現在地の勢田川右岸の岩渕に移転した。結城宗廣卿墳墓はその後も永らく世木にあり吹上の古墳と呼ばれていたが、昭和23年（1948年）に現在地の光明寺境内へ移転されたものである。山田大火での焼失を免れた光明寺所蔵の古文書は、寛文年間に度会氏の出口延佳・出口延経親子が調査、書写して『光明寺旧記』を編纂し、幕末には足代弘訓が徹底的に調査し30巻にまとめた。これらの文書は内閣文庫に『光明寺古文書』として所蔵されている。
明治維新後の廃仏毀釈で伊勢神宮周辺では196か寺が還俗寺・廃寺となり、91か寺が残された。当寺は廃寺には至らなかったが塔頭4か寺と末寺21か寺を失い、本堂・鐘楼と山門（安永6年、1777年）を残すのみに衰退し、本山の援助を受けることとなった。明治元年（1868年）11月に設立された宇治学校と山田学校が明治3年6月（1870年）に合併され、当寺境内に校舎を置く度会県学校となるものの、翌4年（1871年）1月12日に休校となり再開されることはなかった。
大正期に宗広に奉納する能楽「結城」が作られ、命日の11月21日に近い日曜に伊勢市通町で通能を伝える勝田流により当寺で奉納される。

## 所蔵文化財

### 重要文化財（国指定）
古文書
- 紙本墨書光明寺残篇 1巻（明治39年4月14日） - 鎌倉時代末期の古文書4篇[5]。「軍中日記」、「元弘日記」とも。水戸藩が編纂した『大日本史』に引用された。
  - 元弘1年（1331年）8-10月に結城宗広が記したとされる軍中日記
  - 元弘3年（1333年）の後醍醐天皇勅制事書案
  - 同年の後醍醐天皇綸旨案・足利高氏（尊氏）請文案
  - 同年の足利高氏書状案・吉見円忠施行状案
- 結城宗広並夫人書状 1巻（明治39年4月14日） - 南北朝時代に結城宗広が記したとされる書状2通と、奥羽の白河にいた夫人が光明寺の宗広に送ったとされる書状1通を1巻に仕立てた古文書[6]。宗広の書状は宗広自筆と考えられていたが、沙弥道恵が書いたのではないかと指摘されている。

### 三重県指定有形文化財
彫刻
- 木造阿弥陀如来坐像（昭和35年5月17日） - 平安時代後期の檜材・寄木造の阿弥陀如来の坐像[7]。

古文書
- 紙本墨書光明寺文書三巻（昭和35年5月17日） - 鎌倉時代から安土桃山時代にかけての古文書3巻[8]。
  - 世木氏処分状 - 子孫への田畑の譲渡、光明寺の修理維持費などを記した書状で、渡会広光の天福2年2通、度会長光の建長7年1通、度会興光の弘安4年2通、度会希光の嘉元3年1通、沙弥覚仏の延元1年1通をまとめたもの。
  - 北畠親房御教書 - 親房が恵観に南朝方勝利の祈祷を命じた書状。親房の筆ではなく、源親直が代筆したとされる。
  - 豊臣秀吉朱印状 - 神宮が鐘撞きを禁止したことに対し、織田・豊臣両家の御師であり奉行であった上部越中守を通じて鐘撞きの許可を求めたところ、豊臣秀吉から出された許可証。以降山田では明治まで光明寺以外に鐘撞きが許されず、「光明寺の一つ鐘」、「山田の一つ鐘」と呼ばれた。

### 伊勢市指定有形文化財
絵画

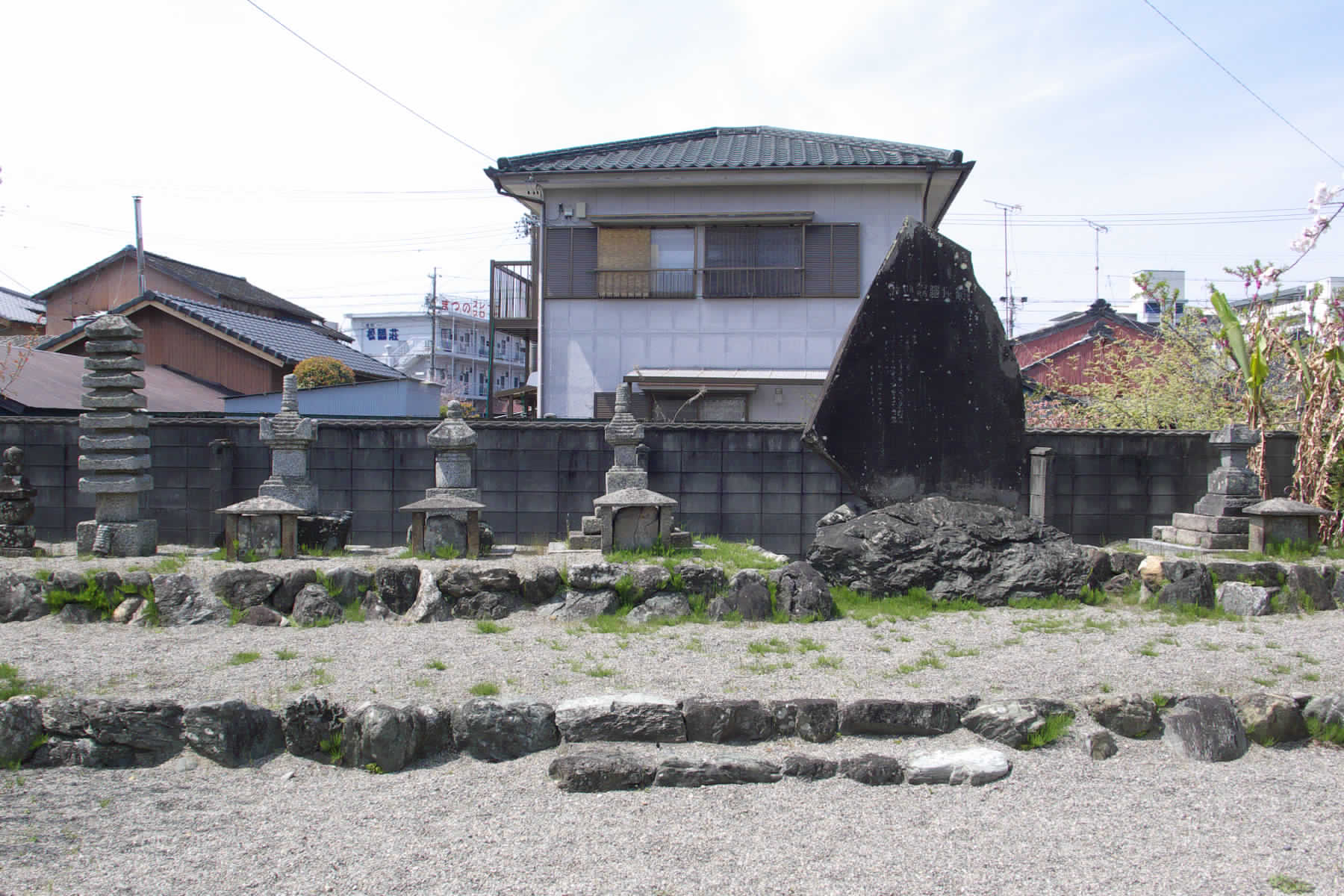
光明寺境内石塔群

- 絹本著色結城宗広肖像図（昭和33年12月22日） - 結城宗広の肖像画、江戸時代の作[9]。

彫刻
- 木造勢至菩薩立像（昭和61年7月3日） - 平安時代の作。

工芸品
- 光明寺境内石塔群（昭和54年2月1日） - 南北朝時代から室町時代に造られた、結城宗広の墓碑などの石塔群[10]。

書跡
- 伏見天皇口宣案（昭和61年7月3日） - 鎌倉時代の永仁6年（1298年）の伏見天皇の宣旨。

## アクセス
- 近鉄山田線宇治山田駅より東へ約600m。
- 三重交通前田古市口停留所から約100m。

三重県道37号鳥羽松阪線（御幸道路）沿い、伊勢郵便局の向かい側を少し入ると光明寺の山門。

## 関連書籍
- 『光明寺文書 第1』（村田正志・中野達平校訂、続群書類従完成会、昭和60年3月）
- 『光明寺文書  第2』（村田正志・中野達平校訂、続群書類従完成会、昭和62年10月）